# Angelo Maria Ricci (fumettista)
Angelo Maria Ricci (Rieti, 18 giugno 1946 – Grottammare, 4 agosto 2025) è stato un fumettista e illustratore italiano, noto per avere disegnato Diabolik, Martin Mystère, Mister No.

## Biografia
Dopo essersi diplomato presso l'Istituto d'Arte, si trasferisce a Milano dove, nel 1971, inizia a lavorare come illustratore per la casa editrice L'Esperto e, dall'anno successivo, esordisce come fumettista disegnando tascabili per adulti pubblicati dalla Edifumetto di Renzo Barbieri; dal 1978 al 1979 disegna la serie Redskate pubblicata dal Corrier Boy.
Entra nella Sergio Bonelli Editore nel 1980 disegnando una storia a fumetti della serie Mister No scritta da Alfredo Castelli, pubblicata l'anno successivo; nel 1982 esordì la nuova serie di Castelli, Martin Mystère, e Ricci entra nello staff di questa nuova serie disegnandone negli anni numerose storie fino al 1993.
Nel 1990 riprende anche la collaborazione con l'editore Renzo Barbieri disegnando la serie Sphero e, contemporaneamente, inchiostra alcuni episodi della serie Tiramolla della Vallardi; nel 1993 lascia la Sergio Bonelli Editore e passa al Corriere dei Piccoli per disegnare la serie Il giovane Indiana Jones. In questo periodo fu anche illustratore per la Fabbri Editore e per la De Agostini. Si ritira dall'attività di fumettista e, nel 2000, si trasferisce a Grottammare, comune che poi gli dedica anche una mostra; si dedica all'illustrazione per una casa editrice locale di testi scolastici.
Nel 2001 riprende l'attività di fumettista entrando stabilmente nello staff di disegnatori della serie Diabolik della Astorina, realizzando i disegni a matite di numerose storie; dal 2008 le chine verranno realizzate dal figlio Marco Ricci.
Ricci è morto a Grottammare (Ascoli Piceno) il 4 agosto 2025, all'età di 79 anni.